# Stefan & Krister: Hemkört
Hemkört eller Stefan & Krister: Hemkört är en komedifilm från 1990 av buskisduon Stefan & Krister. Filmen har följe av Bakhalt.

## Handling
I byn Buskaby i Halland levs det äkta lantlivet. "Original"-bröderna Ragnar (Stefan Gerhardsson) och Folke (Krister Claesson) Persson får den äran att komma med på intervju till Radio Halland, efter att Ragnar ringt in angående frustrationen att i radion bara pratas om stadslivet och stadsvädret, och nämns inget om landsbygden. Besöket går dock inte alls som de tänkt sig; istället riktas kritiken åt affärsmannen, sågverksägaren och kommunalrådet Hilding Andersson (Kent Andersson) som bara tänker på sig själv och sitt sågverk Hildings Såg AB.
Ragnar är den late som har övertaget av dem båda, och Folke är den som gör alla gårdssysslorna. De har även en lastbil som de åker omkring med, och väntar även på att Hilding ska ordna en körning åt dem som i stort sett aldrig blir av. På övervåningen i brödernas villa har de sitt hörselskadade rockfreak till far, som ofta spelar hög bullrig rockmusik, som de blir tokiga på.
När Folke en regning dag sitter med sitt dragspel får han besök av en kvinnlig veterinärvikarie (Helena Forsell) och blir förtjust i henne. När hon frågar honom om de har djur på gården ljuger han och svarar ja, eftersom de i alla fall har en ladugård. Därför tills han ska få ett återbesök av henne vill han se till att åtminstone fixa ha en ko på gården – vilket han ber om att få låna av bykvinnan Augustina. Dessvärre när tiden är inne är det inte kvinnan som var där senast.
Augustina (Siv Karlsson) har väntat i flera år på att Hilding skall ordna en busskur till Buskaby, och under tiden ägnar hon mycket tid åt att besöka byns lilla livsmedelsaffär. Butiksbiträdet (Mats Ljung), som inte har något emot att sjunga en liten visa ibland, gör egna centralkorvar och bjuder dem som är där och handlar – något som Augustina har svårt att fatta tycke för. Däremot är hon lite blyg för byns pastor (Anders Wällhed), som aldrig har något att klaga på.

## Lokaliseringar
Sågverket i filmen är Fegens sågverk. Den lilla livsmedelsbutiken är filmad på Ferres Lanthandel.

## Rollista
- Ragnar – Stefan Gerhardsson
- Folke (+ Birger) – Krister Claesson
- Hilding – Kent Andersson
- Augustina – Siv Karlsson
- Handlaren Mats – Mats Ljung
- Farsan Sven – Sven Slättengren
- Prästen (+ filmklipparen) – Anders Wällhed
- Veterinär Lena Kvist – Helena Forsell
- Veterinär Hansson – Tore Wallnedahl
- Radioreportern – Torbjörn Johansson
- Hildings sekreterare – Berit Ström
- Brevbäraren – Hans Rahm
- Kommunfolk: Folke Steinar, Rickard Johnsson, Lennart Karlsson och Gulli Johnsson
- Övriga: Paul Barath och Reino Renkert